# Valdemaro di Svezia
Valdemar Birgersson (1243 circa – 26 dicembre 1302) fu re di Svezia dal 1250 al 1275.

## Biografia
Figlio dello jarl Birger Magnusson e della principessa svedese Ingeborg Erikdotter, venne eletto sovrano all'età di sette anni in seguito alla morte dello zio, Erik XI di Svezia. Può essere considerato il primo re di una Svezia unificata, dopo le tante guerre tra le varie casate svedesi pretendenti al trono. Fu incoronato all'età di sette anni nella cattedrale di Linköping; a causa della sua giovane età le funzioni di reggente vennero esercitate dal padre fino alla morte di questi nel 1266. Durante il suo regno, Valdemaro dovette fronteggiare più volte Filippo Knutsson e Filippo Magnusson, pretendenti al trono svedese più volte respinti dal padre Birger Magnusson.  

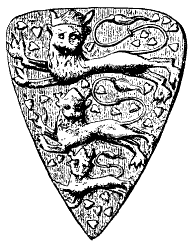
Sigillo di Valdemaro I Birgersson

Dopo la morte di Birger, il regno si indebolì. Valdemaro ebbe varie avventure sentimentali, fra le sue amanti vi fu la cognata Giuditta di Danimarca dalla quale ebbe un figlio illegittimo, fatto che lo spinse a recarsi, nel 1275, a Roma per invocare il perdono del Papa. Tornato in Svezia, si trovò a fronteggiare le pretese al trono svedese del fratello Erik Birgersson. Erik aveva l'appoggio di Giovanni Filipsson, ma ambedue furono catturati. Dopo essere fuggito dalla prigione Erik Birgersson, chiese aiuto al fratello Magnus Ladulås. Erik e Magnus Ladulås provocarono una rivolta nel paese, riuscirono ad avere l'appoggio del re Eric V di Danimarca e con l'aiuto dei due eserciti, danese e tedesco, Magnus ed Erik, detronizzarono Valdemaro nella battaglia di Hova. Valdemaro e Sofia fuggirono in Norvegia e Magnus Ladulås venne eletto re. 

## Figli
Nel 1260 sposò Sofia di Danimarca dalla quale ebbe sei figli
- Erik; morto nel 1261;
- Ingeborg; n.1261/63-1290/92 contessa di Holstein, sposò de Geraldo II di Holstein;
- Erik Valdemarsson; n.1272-m.1330, erede al trono di Svezia;
- Marina; sposò il conte Rodolfo di Diepholtz;
- Rikissa (o Richelda); sposò Przemysł II di Polonia;
- Margherita; monaca nel convento di santa Ingrid a Skänninge.

Ebbe varie amanti. La più conosciuta fu Giuditta di Danimarca, dalla quale ebbe una figlia